# جائزة كندا الكبرى 1993
جائزة كندا الكبرى 1993 هو سباق فورمولا 1 أقيم بتاريخ 13 يونيو 1993 في حلبة جيل فيلنوف، مونتريال، كيبك، كندا. كان السابع من أصل 16 في بطولة العالم لسباقات الفورمولا واحد موسم 1993. حلّ الفرنسي ألن بروست أولا بينما جاء الألماني مايكل شوماخر في المركز الثاني وحصل على المركز الثالث البريطاني دايمون هيل.